# Kaori Ekuni
Kaori Ekuni (jap. 江國 香織, Ekuni Kaori; * 21. März 1964) ist eine japanische Schriftstellerin.
Ekuni studierte nach dem Abschluss des College zuerst an einer Frauenkurzzeituniversität. Nachdem sie in einem Jugendbuchverlag gearbeitet hatte, ging sie für ein weiterführendes Studium in die USA, an die Universität von Delaware. Sie debütierte 1987 mit Erzählungen für Kinder, für die sie einen Kinderbuchpreis erhielt. Mit dem Roman Kira kira hikaru (1991), der in Japan ein Bestseller wurde, gewann sie 1992 den Murasaki-Shikibu-Literaturpreis. In der Folgezeit trat sie vor allem als Essayistin und Autorin sensibler Porträts junger Frauen hervor. Für Oyogu no ni anzen demo tekisetsu demo arimasen erhielt sie 2002 den Yamamoto-Shūgorō-Preis, für Gōkyūsuru jumbi wa dekiteita 2003 den Naoki-Preis. 2010 wurde sie mit dem Chūōkōron-Literaturpreis für Mahiru nanoni kurai heya ausgezeichnet.

## Werke (Auswahl)
- 1991 Kira kira hikaru　(きらきらひかる)
- 1999 Kamisama no bōto　(神様のボート)
  - dt. Gottes Boot, Übersetzung aus dem Japanischen von Wolfgang Schlecht, Angkor Verlag, Frankfurt, 2014, ISBN 978-3-936018-86-8
- 2002 Oyogu no ni anzen demo tekisetsu demo arimasen　(泳ぐのに、安全でも適切でもありません)
- 2003 Gōkyūsuru jumbi wa dekiteita (号泣する準備はできていた)